# Tienponder
De tienponder (Elops saurus) is een straalvinnige vis uit de familie van de tienponders (Elopidae) en behoort derhalve tot de orde van de tarponachtigen (Elopiformes). Ook een niet aan de tienponders verwante vissoort is in het verleden wel als tienponder aangeduid, de gratenvis (Albula vulpes).

## Kenmerken
Ze hebben een langgerekt, slank lijf met een grote rugvin en een diepgevorkte staartvin, met behulp waarvan zij zich voortbewegen. De huid van deze slanke, blauwgrijze vissen is bedekt met fijne schubjes. Ze hebben talrijke kleine, scherpe tanden, waarmee de kaken en het gehemelte zijn bedekt. Bovendien zijn ze in staat bij zuurstofgebrek met hun zwemblaas  atmosferische lucht in te ademen. De vis kan een lengte bereiken van 100 cm en een gewicht tot 14 kg.

## Leefwijze
Het voedsel van deze vis bestaat uit kleine scholen vissen. Als ze zelf aan de haak geslagen worden, buitelen ze over het water om zich te bevrijden.

## Voortplanting
Deze vissen trekken in scholen van de kust naar volle zee om zich voort te planten. De paaigronden waar dit moet plaatsvinden bevinden zich ten minste honderdvijftig km uit de kust. De doorzichtige larven begeven zich terug naar de kust, daarbij geholpen door zeestromingen.

## Leefomgeving
De tienponder komt in zout en brak water voor. De vis prefereert een subtropisch klimaat en leeft hoofdzakelijk in de Atlantische Oceaan. De diepteverspreiding is 0 tot 50 m onder het wateroppervlak.

## Relatie tot de mens
De tienponder is voor de visserij van beperkt commercieel belang. In de hengelsport wordt weinig op de vis gejaagd.